# Šelmy v aréně
 Šelmy v aréně (1998, Two for the Lions) je historický detektivní román anglické spisovatelky Lindsey Davisové. Jde o desátý díl dvacetidílné knižní série, odehrávající se v antickém Římě za vlády císaře Vespasiana. Jejím hlavním hrdinou je soukromý informátor (vlastně soukromý detektiv) Marcus Didius Falco, který je také vypravěčem románu.

## Obsah románu
Falconovi se ke konci roku 73 konečně naskytne příležitost, jak si vydělat dostatečné množství peněz, aby mohl být povýšen do jezdeckého stavu a zlegalizovat tak svůj vztah k Heleně Justině, dceři senátora Decima Camilla Vera, která je pro něho jako pro plebejce společensky nedosažitelná. Protože odměny z císařské pokladny za prokázané služby neustále váznou, nechá se s pomocí Heleny najmout jako auditor při velkém sčítání lidu. Jeho úkolem bude pátrat po podezřele nízkých odhadech majetku obyvatel a jeho odměnou bude pevně stanovené procento ze zisku, který jeho kontrola přinese do císařské pokladny. Bohužel si k tomu musí za společníka vzít vrchního císařského špeha Anacrita, se kterým nemá dlouhodobě dobré vztahy.
Při vyšetřování Falco zjistí, jaké obrovské příjmy mají dovozci dravých šelem pro celou řadu her v arénách a amfiteátrech během početných římských svátků. Tyto šelmy jsou chovány ve zvěřincích, které jsou součástí gladiátorských škol, přičemž jejich majitelé vedou mezi sebou nelítostný konkreční boj, při němž se neštítí nejen zabíjení zvířat konkurentů, ale i vražd. Postupně dojde k zabití vzácného lidožravého lva a k útěku leoparda, k těžkému zranění bývalého prétora a k zavraždění slavného gladiátora.
Pátrání nakonec zavede Falcona s jeho družkou Helenou a dcerou do afrických provincií Kyrenaika a Tripolitania. Falco se v přestrojení dokonce ocitne přímo v aréně a je svědkem dalších zločinů. Celý příběh pak vyvrcholí během her v Leptidě.

## Česká vydání
- Šelmy v aréně (Praha: BB/art 2007), přeložila Alena Jindrová-Špilarová.